# Roger Michael Mahony
Roger Michael Mahony, né le 27 février 1936 à Hollywood, est un  cardinal américain, archevêque émérite de Los Angeles depuis 2011.

## Biographie

### Prêtre
Roger Michael Mahony est ordonné prêtre le 1er mai 1962 pour le diocèse de Fresno en Californie. 
Il exerce d'abord son ministère en paroisse tout en assumant rapidement des responsabilités au niveau diocésain, tout particulièrement dans le domaine caritatif.
En 1970, il devient chancelier de son diocèse.

### Évêque
Nommé évêque auxiliaire de Fresno le 7 janvier 1975, il est consacré le 19 mars suivant. Le 15 février 1980, il devient évêque de Stockton avant d'être nommé archevêque de Los Angeles le 16 juillet 1985. Le 6 avril 2010 il reçoit un archevêque coadjuteur en la personne de  José Horacio Gómez. Il se retire le 1er mars 2011. Il a la réputation d'être un évêque progressiste et a fermement défendu l'accueil des migrants.
Il est soupçonné d'avoir fait preuve de laxisme dans les enquêtes concernant 122 prêtres pédophiles de son diocèse, couvrant certains en les faisant transférer, aussi a-t-il été relevé de toutes ses fonctions lorsque José Horacio Gómez lui succède le 28 février 2011. Cette affaire est évoquée dans le film documentaire Délivrez-nous du mal réalisé par Amy Berg, sorti en 2006 aux États-Unis et en 2008 en France.

### Cardinal
Il est créé cardinal par le pape Jean-Paul II lors du consistoire du 28 juin 1991 avec le titre de cardinal-prêtre des Quatre-Saints-Couronnés (Ss. Quattro Coronati). Il participe aux conclaves de 2005 et 2013 qui élisent respectivement les papes Benoît XVI et François.
Le 26 janvier 2008 il est nommé membre de la congrégation pour les Églises orientales.
Au sein de la Curie romaine, il est membre du Conseil pontifical pour les communications sociales.
Il atteint la limite d'âge le 27 février 2016, ce qui l'empêche de participer aux votes du conclave de 2025 (élection de Léon XIV).